# Wagner Reloaded: Live in Leipzig
Wagner Reloaded: Live in Leipzig – album koncertowy fińskiego zespołu muzycznego Apocalyptica z towarzyszeniem niemieckiej The MDR Symphony Orchestra. Wydawnictwo ukazało się 19 listopada 2013 roku nakładem wytwórni muzycznej BMG. Na płycie znalazł się występy zespołu i orkiestry zarejestrowany 5 lipca 2013 roku w Leipzig Arena w Lipsku z okazji 200 rocznicy urodzin niemieckiego kompozytora Richarda Wagnera. Tło koncertu stanowił spektakl taneczny autorstwa niemieckiego choreografa Gregora Seyfferta. 
8 lipca 2013 roku zapis wideo koncertu został opublikowany bezpłatnie w formie digital stream na kanale YouTube niemieckiej telewizji publicznej ARD.

## Lista utworów
Opracowano na podstawie materiału źródłowego.
| Nr  | Tytuł utworu             | Muzyka                      | Długość |
| --- | ------------------------ | --------------------------- | ------- |
| 1.  | „Signal”                 | Eicca Toppinen              | 1:42    |
| 2.  | „Genesis”                | Eicca Toppinen              | 1:47    |
| 3.  | „Fight Against Monsters” | Eicca Toppinen              | 6:09    |
| 4.  | „Stormy Wagner”          | Eicca Toppinen              | 4:02    |
| 5.  | „Flying Dutchman”        | Sven Helbig, Eicca Toppinen | 4:49    |
| 6.  | „Lullaby”                | Eicca Toppinen              | 2:57    |
| 7.  | „Bubbles”                | Eicca Toppinen              | 2:08    |
| 8.  | „Path In Life”           | Sven Helbig, Eicca Toppinen | 4:09    |
| 9.  | „Creation Of Notes”      | Eicca Toppinen              | 5:35    |
| 10. | „Running Love”           | Eicca Toppinen              | 5:02    |
| 11. | „Birth Pain”             | Eicca Toppinen              | 6:22    |
| 12. | „Ludwig – Wonderland”    | Eicca Toppinen              | 6:39    |
| 13. | „Ludwig – Requiem”       | Sven Helbig, Eicca Toppinen | 2:06    |
| 14. | „Destruction”            | Eicca Toppinen              | 3:05    |
|     |                          |                             | 56:32   |

## Twórcy
Opracowano na podstawie materiału źródłowego.
| Zespół Apocalyptica w składzie - Eicca Toppinen – wiolonczela, produkcja muzyczna - Paavo Lötjönen – wiolonczela - Perttu Kivilaakso – wiolonczela - Mikko Sirén – perkusja oraz - The MDR Symphony Orchestra |  | Inni - Svante Forsbäck – mastering - Klaus Mucke – realizacja nagrań - Alex Silva – realizacja nagrań, produkcja muzyczna - Markhu Ollikainen – asystent realizator nagrań |

## Wydania
| Rok  | Nr katalogowy  | Format                | Wydawca      | Region                  | Źródło |
| ---- | -------------- | --------------------- | ------------ | ----------------------- | ------ |
| 2013 | PROMOBMG1024   | CD, Album, Promo, Car | BMG          | Europa, Wielka Brytania | [ 8 ]  |
| 2013 | 538011441      | 2×12" LP, Album       | BMG          | Europa                  | [ 8 ]  |
| 2013 | BGRT81010173.1 | 2×LP, Album           | BMG          | Stany Zjednoczone       | [ 8 ]  |
| 2013 | BGRT81010166.2 | CD, Album, Dig        | BMG          | Stany Zjednoczone       | [ 8 ]  |
| 2013 | 538011432      | CD, Album, Dig        | BMG          | Europa, Wielka Brytania | [ 8 ]  |
| 2013 | 538011449      | 2×LP, Album           | BMG          | Europa, Wielka Brytania | [ 8 ]  |
| 2013 | ICARUS 1218    | CD, Album             | Icarus Music | Argentyna               | [ 8 ]  |

## Listy sprzedaży
| Lista                   | Kraj       | Pozycja |
| ----------------------- | ---------- | ------- |
| Ö3 Austria Top 40       | Austria    | 70      |
| Suomen virallinen lista | Finlandia  | 40      |
| Media Control Charts    | Niemcy     | 36      |
| Schweizer Hitparade     | Szwajcaria | 88      |